# Wieprze
Wieprze (lit. Vepriai) – miasteczko na Litwie, położone w okręgu wileńskim, w rejonie wiłkomierskim, usytuowane na południowy zachód od Wiłkomierza, mające około 1000 mieszkańców (2005).

## Historia
Wieprze zostały wzniesione na wzgórzu nieopodal jeziora Wieprze oraz na południe od rzeki Święty. Pierwszy raz o Wieprzach (Weperen) wspomina się w opisie dróg przygotowanym w 1384 roku przez zakon krzyżacki. W średniowieczu Wieprze były grodem warownym, chroniącym ziemie litewskie przed napadami z zachodu, głównie ze strony Krzyżaków. Podczas konfliktu o władzę w Wielkim Księstwie litewskim, zjednoczone siły wielkiego księcia litewskiego Witolda Kiejstutowicza oraz Zakonu Krzyżackiego zaatakowały i zdobył zamek wieprzański w 1384. Gdy tylko zagrożenie znikło, zamek został przekształcony w dwór stanowiący własność kolejno wielu szlacheckich rodzin: Kieżgajłów, następnie ks. Ogińskich, od których drogą wiana przeszła do Szemiottów, od tych zaś, również jako wiano, do Tyzenhauzów. W 1808 Ignacy hr. Tyzenhauz sprzedaje Józefowi hr. Kossakowskiemu, łowczemu litew., po nim w dziale otrzymuje córka jego Pelagia, żona Aleksandra de Saint Clair, ci w 1855 sprzedają Ksaweremu i Annie z Roemerów Podbereskim, od których nabywa Adam hr. Plater.

## Galeria

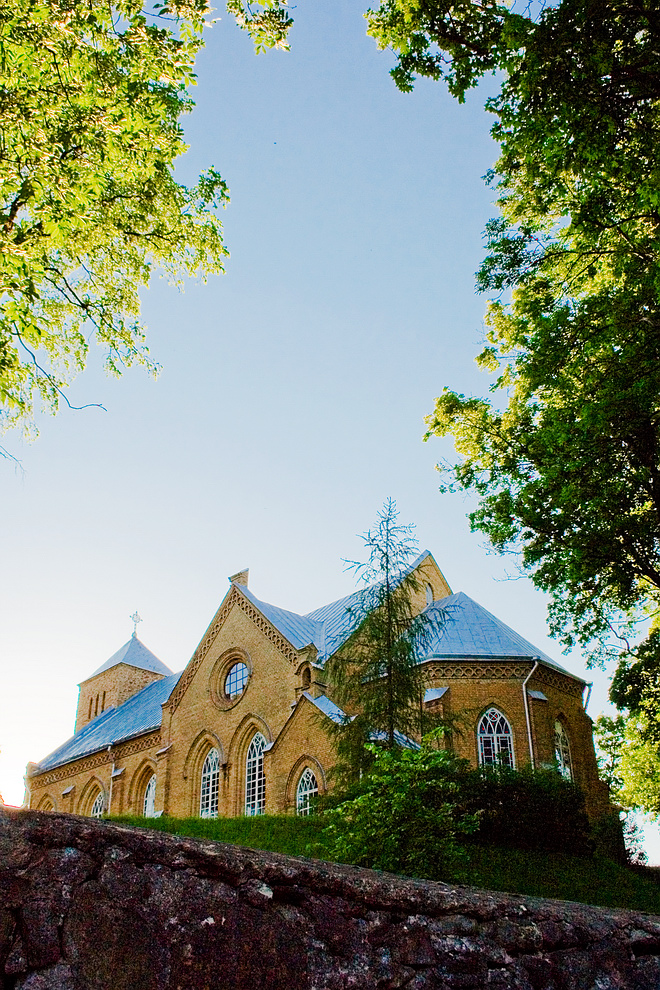
Kościół Wieprzański od południowego wschodu
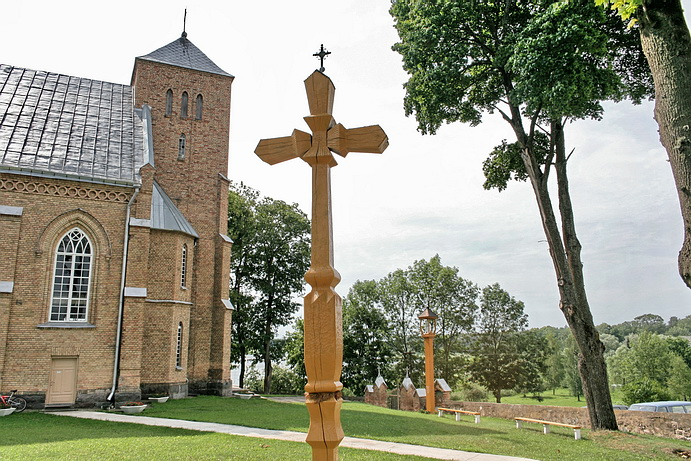
Dziedziniec kościelny
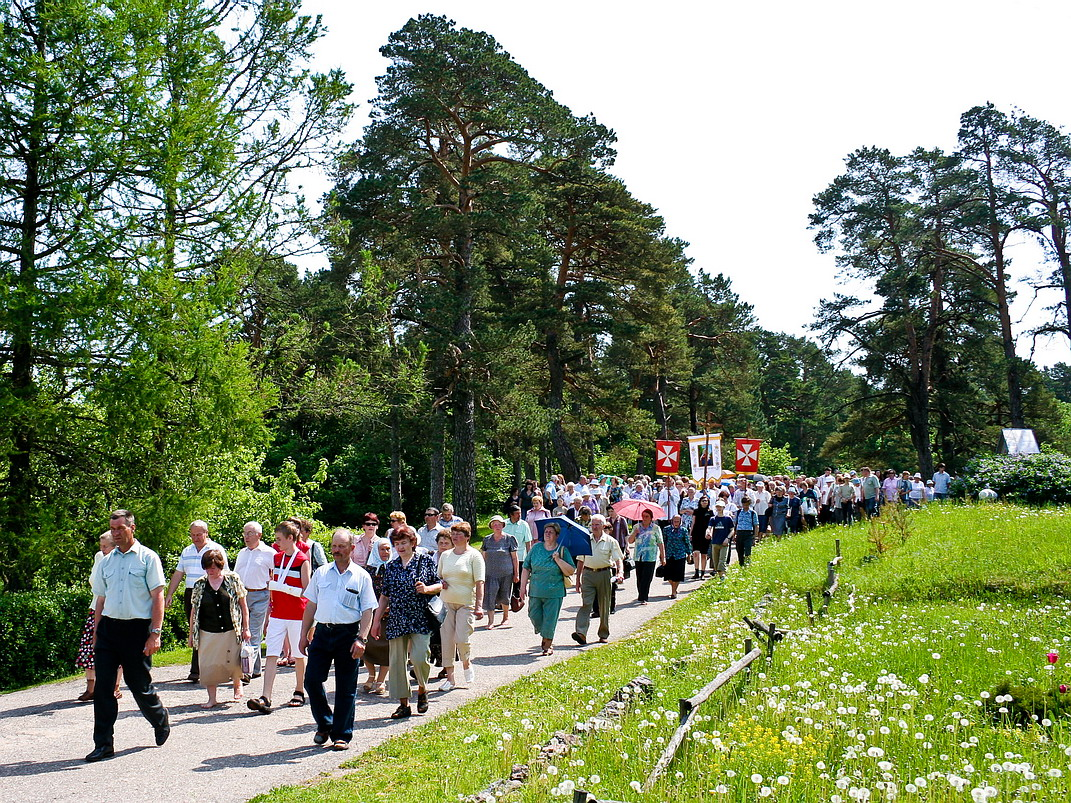
Pięćdziesiątnica w Wieprzach
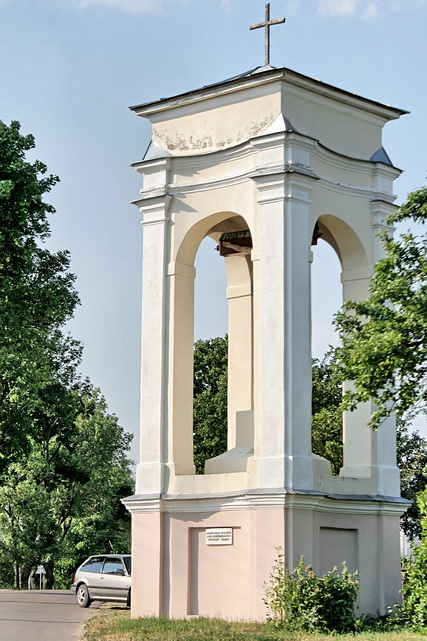
Kaplica konfederacji barskiej
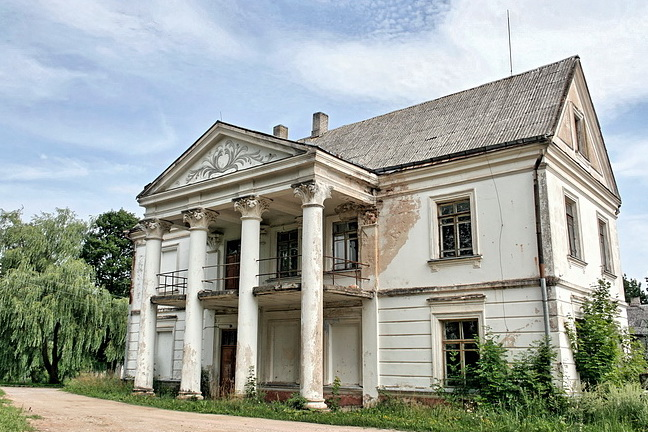
Dwór w Wieprzach